# تعايش سلمي

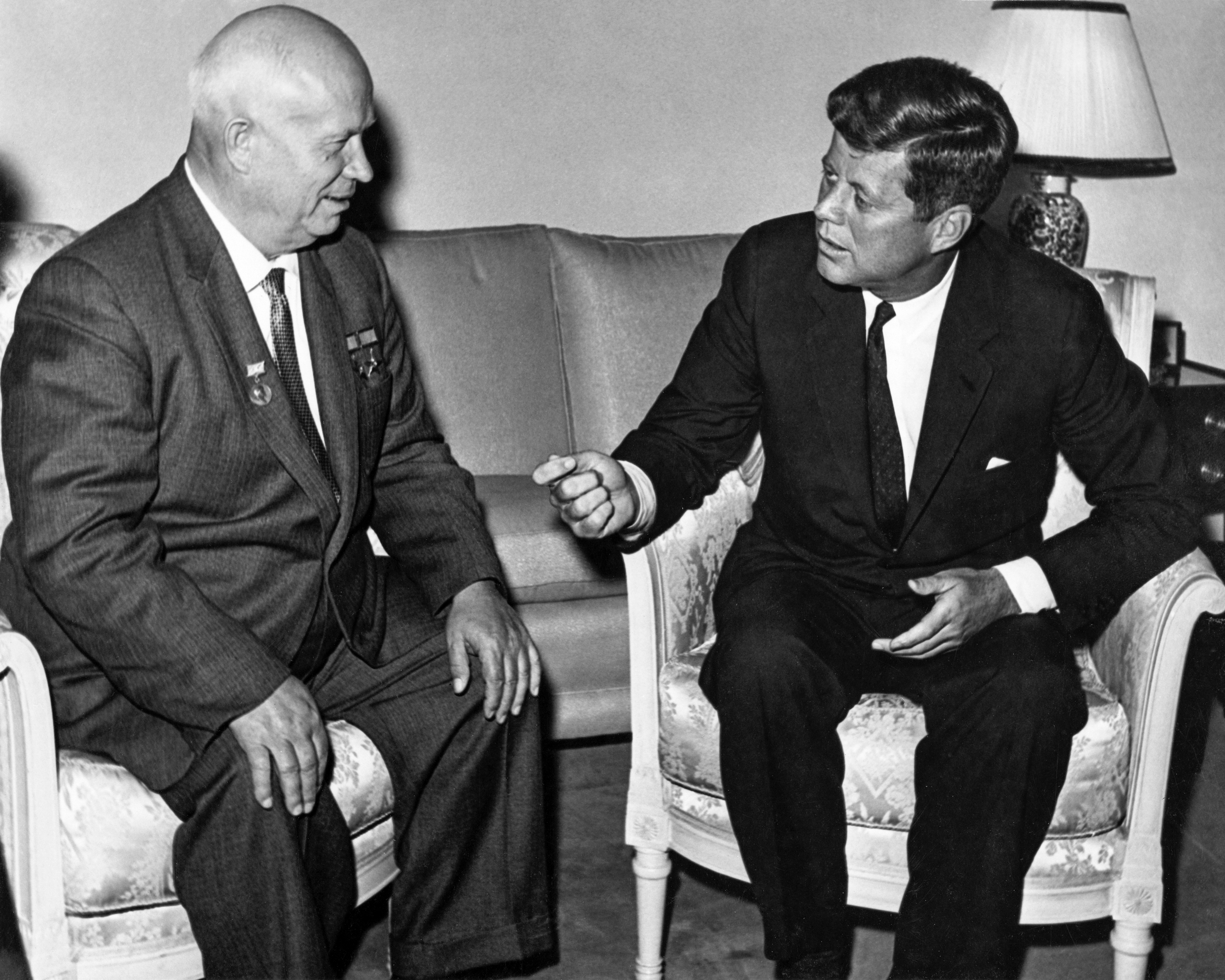
اجتماع جون ف. كينيدي مع نيكيتا خروتشوف في فيينا.

التعايش السلمي (الروسية: мирное сосуществование ، بالحروف اللاتينية: mirnoye sosushchestvovaniye) هو مفهوم في العلاقات الدولية دعا إليه خروتشوف عقب وفاة ستالين، ومعناه انتهاج سياسة تقوم على مبدأ قبول فكرة تعدد المذاهب الإيديولوجية والتفاهم بين المعسكرين في القضايا الدولية.
و نعنى بالمعسكرين هنا المعسكر الغربي والمعسكر الشرقي. كما تدعو الأديان كافة إلى التعايش السلمي فيما بينها، وتشجيع لغة الحوار والتفاهم والتعاون بين الأمم المختلفة.
لقد طورالاتحاد السوفيتي نظرية التعايش السلمي وطبقها في نقاط مختلفة خلال الحرب الباردة في سياق السياسة الخارجية الماركسية اللينينية في المقام الأول وتبنتها الدول الاشتراكية المتحالفة مع الاتحاد السوفيتي. يمكنهم التعايش السلمي مع الكتلة الرأسمالية (أي الدول المتحالفة مع الولايات المتحدة). كان هذا على النقيض من مبدأ التناقض العدائي القائل بأن الاشتراكية والرأسمالية لا يمكن أن يتعايشا بسلام. طبقه الاتحاد السوفيتي على العلاقات بين العالم الغربي ، ولا سيما بين دول الناتو ودول حلف وارسو.
كانت النقاشات حول التفسيرات المختلفة للتعايش السلمي أحد جوانب الانقسام الصيني السوفياتي في الخمسينيات والستينيات. خلال الستينيات وأوائل السبعينيات من القرن الماضي ، جادلت جمهورية الصين الشعبية بقيادة مؤسسها ، ماو تسي تونغ ، بضرورة الحفاظ على موقف عدائي تجاه البلدان الرأسمالية ، وبالتالي رفضت في البداية نظرية التعايش السلمي باعتبارها تحريفية ماركسية في الأساس.
ومع ذلك ، فإن قرارهم في عام 1972 لإقامة علاقة تجارية مع الولايات المتحدة جعل الصين تتبنى بحذر نسخة من النظرية في العلاقات بينها وبين الدول غير الاشتراكية. من تلك النقطة وحتى أوائل الثمانينيات والاشتراكية ذات الخصائص الصينية ، وسعت الصين بشكل متزايد مفهوم التعايش السلمي الخاص بها ليشمل جميع الدول. كما استنكر الحاكم الألباني إنور خوجا (في وقت من الأوقات ، الحليف الحقيقي الوحيد للصين) هذا الأمر أيضًا وانقلب ضد الصين نتيجة لتوطيد علاقات الصين مع الغرب مثل زيارة نيكسون للصين عام 1972 واليوم تواصل الأحزاب الخارقة استنكار مفهوم السلام. التعايش.
سرعان ما أصبح التعايش السلمي ، في توسيع نفسه ليشمل جميع البلدان والحركات الاجتماعية المرتبطة بتفسير الاتحاد السوفيتي للشيوعية ، طريقة عمل للعديد من الأحزاب الشيوعية الفردية أيضًا ، مما شجع عددًا غير قليل ، خاصة تلك الموجودة في العالم المتقدم ، على التخلي عن- هدف المدى هو حشد الدعم لثورة شيوعية مسلحة وتمرد واستبدالها بمزيد من المشاركة الكاملة في السياسة الانتخابية.